# Ladino (hispanique)
Pour les articles homonymes, voir Ladino.

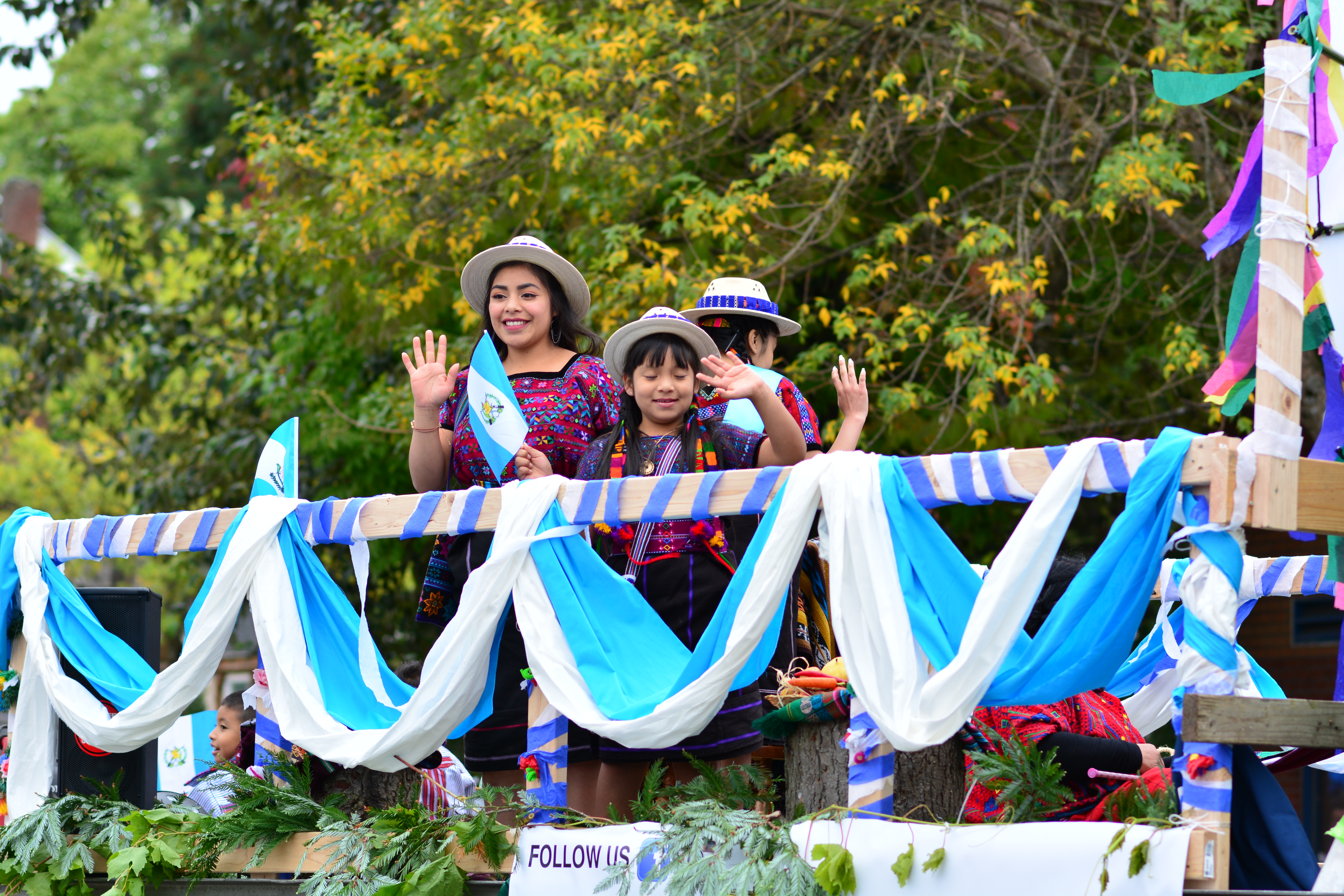
Des Ladinos guatémaltèques au défilé des Fiestas Patrias, 2019, South Park, Seattle, Washington, États-Unis

« Ladino » est en Amérique centrale et tout particulièrement dans le Chiapas et au Guatemala, le nom donné péjorativement aux personnes d'ascendance indigène, le plus souvent métisses, et de culture "hispanisée", c'est-à-dire dont la langue maternelle est l'espagnol et qui ont un mode de vie fortement occidentalisé, par opposition aux indigènes qui parlent une langue indigène et pratiquent les traditions et le mode de vie de leur culture indigène d'origine. C'est un terme utilisé à l'origine par les Espagnols et leurs descendants créoles pour désigner péjorativement les "Indiens" qui parlaient l'espagnol, étaient chrétiens, avaient adopté un mode de vie hispanique et ne faisaient pas partie de l'élite indigène assimilée à l'élite coloniale, et que les colons considéraient avec méfiance comme des fourbes et traîtres,. Il a ensuite été repris par les indigènes pour critiquer ceux des leurs qui avaient adopté les coutumes espagnoles.

## Origine du mot
«Ladino» signifie à l'origine «celui qui parle latin», par opposition à l'Indien ; dans un contexte colonial de hiérarchisation des groupes humains, «ladino» signifiait également "homme de raison" ; d'une part, le latin était à l'époque une langue valorisée associée au clergé et à un certain niveau d'instruction ; d'autre part, «être pourvu de raison était une qualité que certains Espagnols — ceux qui voulaient promouvoir l'esclavage en Amérique — niaient aux Indiens au moment de la Conquête» .